# Dichrorampha rilana
Dichrorampha rilana is een vlinder uit de familie bladrollers (Tortricidae). De wetenschappelijke naam is voor het eerst geldig gepubliceerd in 1909 door Drenowski.
De soort komt voor in Europa.